# Taklök
Taklök (Sempervivum tectorum) är art i familjen fetbladsväxter från centrala Europa till Balkan.
Som odlad är taklök lättskött, tål torka och passar bra i stenpartier. Det finns olika sorter som ser ut som små bollar, kottar eller kronärtskockor. 

## Etymologi
Etymologin är förvirrande. Under medeltiden fanns en växt som på latin kallades Barba Jovis (Jupiters skägg). Överfört på Tor, åskans gud i nordisk mytologi, har detta blivit Tore-skägg, vilket i folkmun i Närke och södra Dalarna använts för taklök, Sempervirum tectorum. 
Numera återfinns kopplingen till Jupiters skägg genom ett annat släkte av taklökar Jovibarba sp., på svenska  Hammarby-taklök. Carl von Linné har dock med Jupiters skägg avsett Anthyllis Barba Jovis, en ärtväxt.
Den tyska motsvarigheten Jupters-Bart avser också Anthyllis Barba Jovis liksom namnet Jupiter's Beard på brittisk engelska. På amerikansk engelska har man med Jupiter's Beard däremot avsett Centranthus ruber.

## Användning
Taklöken har sedan medeltiden med människans hjälp spritts över Europa. I Sverige finns den dokumenterad första gången 1662 och fanns då både i Varberg och på Gotland. Numera förekommer den förvildad i närheten av gamla torpplatser.
I svensk folktro trodde man att taklöken skänkte huset lycka och gav skydd mot vådeld. Inom svensk folkmedicin användes taklöken som medel mot vårtor och liktornar.